# Run with the Pack
Run with the Pack är ett musikalbum av Bad Company. Det spelades in i september 1975 i Frankrike med hjälp av Rolling Stones mobila inspelningsstudio. Det lanserades i februari 1976 på skivbolaget Island Records. Albumet innehöll en nyinspelning på The Coasters låt "Young Blood" vilken blev en hitsingel i USA. Vinylutgåvorna hade ett skimrande silveromslag, medan senare cd-utgåvor haft ett vanligt grått omslag.

## Låtlista
1. "Live for the Music"
2. "Simple Man"
3. "Honey Child"
4. "Love Me Somebody"
5. "Run with the Pack"
6. "Silver, Blue & Gold"
7. "Young Blood"
8. "Do Right by Your Woman"
9. "Sweet Lil' Sister"
10. "Fade Away"

## Listplaceringar
- Billboard 200, USA: #5[1]
- UK Albums Chart, Storbritannien: #4[2]
- VG-lista, Norge: #11[3]
- Topplistan, Sverige: #22[4]